# 阿和欣泽
阿和欣泽（荷蘭語：Aa en Hunze，荷蘭語發音：[ˌaː ʔɛn ˈɦʏnzə] ⓘ）是荷蘭德伦特省的一個市镇，位於荷蘭東北部。该地名中的“阿”（Aa）以及“欣泽”（Hunze）是當地的兩條小河的名稱。

## 外部連結
- Official website （页面存档备份，存于）